# Agamia (ptak)
Agamia, czapla zielonoskrzydła (Agamia agami) – gatunek dużego ptaka z podrodziny agamii (Agamiinae) w obrębie rodziny czaplowatych (Ardeidae). W Brazylii jest nazywana soco beija-flor (czapla-koliber) ze względu na żywe barwy upierzenia. Jest bliska zagrożenia wyginięciem.

## Zasięg występowania
Agamia występuje od wschodniego Meksyku przez Amerykę Centralną i północną Amerykę Południową do północno-wschodniego Ekwadoru, wschodniej Boliwii oraz północnej i środkowej Brazylii.

## Taksonomia
Gatunek po raz pierwszy zgodnie z zasadami nazewnictwa binominalnego opisał w 1789 roku niemiecki zoolog Johann Friedrich Gmelin, nadając mu nazwę Ardea Agami. Okaz typowy pochodził z Kajenny. Takson monotypowy. Jedyny przedstawiciel rodzaju Agamia utworzonego w 1853 roku przez niemieckiego zoologa i systematyka Ludwiga Reichenbacha. Rodzaj ten jest wydzielany do monotypowej podrodziny Agamiinae.

### Etymologia
- Agamia: epitet gatunkowy Ardea agami J.F. Gmelin, 1789[14].
- Doryphorus: średniowiecznołac. doryphorus „włócznik”, od gr. δορυφορος doruphoros „włócznik, noszący włócznię”, od δορυ doru, δορατος doratos „włócznia”; -φορος -phoros „noszący”, od φερω pherō „nosić”[15].
- Doriponus: gr. δοριπονος doriponos „dzierżący włócznię, potrząsający włócznią”, od δορυ doru, δορατος doratos „włócznia”; πονος ponos „bitwa, trud”[16].
- agami: nazwa Agami oznaczająca w języku rdzennej ludności z Kajenny „leśnego ptaka”, być może odnosiła się do gruchaczy (Psophia)[17].

## Morfologia
Długość ciała 60–76 cm; masa ciała 475–580 g. Charakterystyczne kasztanowe upierzenie na szyi (z biała centralną linią) i w dolnych partiach, zielone skrzydła, niebieskie pióra w okolicach głowy i ogona. Krótkie jak na czaplę nogi, długi, cienki dziób i skóra w okolicy oczu są żółte. Samiec i samica podobne.

## Ekologia
Ten gatunek wybiera na siedliska leśne bagna lub mokradła. Gniazduje na drzewach, w koloniach, które mogą liczyć nawet do 100 gniazd. Normalny lęg to 2 niebieskawe jaja.
Odżywia się brodząc w płytkiej wodzie, najczęściej w zacienionym miejscu, rzadko zapuszcza się na otwartą wodę. Szukając pożywienia czatuje nieruchomo lub powoli śledzi ofiarę. Poluje na ryby, ale także na żaby, małe gady i ślimaki.

## Status zagrożenia
Międzynarodowa Unia Ochrony Przyrody (IUCN) od 2023 roku klasyfikuje agamię jako gatunek bliski zagrożenia (NT, Near Threatened); wcześniej, od 2012 roku klasyfikowano ją jako gatunek narażony (VU, Vulnerable), a od 2004 roku jako gatunek najmniejszej troski (LC, Least Concern). Liczebność populacji, według szacunków organizacji Wetlands International z 2022 roku, mieści się w przedziale 10–25 tysięcy dorosłych osobników. Głównym zagrożeniem dla gatunku jest przyspieszające wylesianie w dorzeczu Amazonki w celu uzyskania terenów pod hodowlę bydła i produkcję soi, co ułatwia rozbudowa sieci drogowej. Ptak ten może być również narażony na kłusownictwo.